# Махиня, Ирма Георгиевна
Ирма Георгиевна Махиня (род. 6 сентября 2002, Кудепста, Краснодарский край) — российская прыгунья с трамплина, серебряный призёр зимних Олимпийских игр 2022 в смешанных командных соревнованиях.

## Спортивная карьера
В прыжки на лыжах с трамплина пришла из художественной гимнастики. Тренируется в сочинском «Центре олимпийской подготовки по зимним видам спорта» у Юрия Голубенко. Победитель чемпионата России и серебряный призёр молодёжного первенства мира.
Дебют Ирмы на международных соревнованиях организованных FIS состоялся 11 июля 2019 года на соревнованиях, проходивших в казахском Щучинске в рамках летнего Кубка FIS. Махиня заняла шестое место, а на следующий день поднялась на высшую ступень подиума.
11 января 2020 года в Саппоро дебютировала на этапах Кубка Мира, заняв 24-е место. Спустя две недели она поднялась на вторую ступень подиума в рамках Континентального кубка в Рене. В марте она приняла участие в юниорском чемпионате, проходившем в Обервизентале. В индивидуальных соревнованиях она заняла девятое место, а в командных — четвёртое в женской команде и пятое в смешанной.
На зимних Олимпийских играх 2022 года на нормальном трамплине Ирма заняла 10-е место. В смешанных командных соревнованиях Ирма вместе с командой Олимпийского комитета России сенсационно заняла 2-е место.

## Награды
- Медаль ордена «За заслуги перед Отечеством» I степени (25 февраля 2022 года) — за высокие спортивные достижения, волю к победе, стойкость и целеустремлённость, проявленные на XXIIV Олимпийских зимних играх 2022 года в городе Пекине (Китайская Народная Республика)[3]

## Результаты

### Олимпийские игры
| Место | Год  | Место проведения | К-пойнт | Дисциплина        | Прыжок 1 | Прыжок 2 | Очки          |
| ----- | ---- | ---------------- | ------- | ----------------- | -------- | -------- | ------------- |
| 10    | 2022 | Пекин            | K-95    | Индивидуальные    | 90,0 м   | 90,0 м   | 180,9         |
| 2     | 2022 | Пекин            | K-95    | Смешанные команды | 86,0 м   | 81,5 м   | 890,3 (173,8) |

### Чемпионаты мира
| Место | Год  | Место проведения | К-пойнт | Дисциплина        | Прыжок 1 | Прыжок 2 | Очки          |
| ----- | ---- | ---------------- | ------- | ----------------- | -------- | -------- | ------------- |
| 23    | 2021 | Оберстдорф       | K-95    | Индивидуальные    | 84,5 м   | 90,0 м   | 200,2         |
| 6     | 2021 | Оберстдорф       | K-95    | Женские команды   | 86,5 м   | 87,0 м   | 787,4 (193,5) |
| 7     | 2021 | Оберстдорф       | K-95    | Смешанные команды | 84,0 м   | 91,5 м   | 805,4 (192,9) |
| 30    | 2021 | Оберстдорф       | K-120   | Индивидуальные    | 97,0 м   | 94,0 м   | 143,1         |